# Hi-Hi
Hi-Hi（ハイハイ）は、ケイダッシュステージに所属する日本のお笑いコンビ。当初は吉本興業に所属していた。1994年4月結成。2019年6月14日より漫才協会入会。

## 概要
- メンバーの上田浩二郎と岩崎一則は高校時代の同級生である。高校卒業後、それぞれの道に進んだ。上田は学校の友人らとバンドを結成するにあたり、岩崎にも声をかけた。4人組のハードコアバンドとしてライブハウスに出演していたが、専門学校卒業を機にメンバーふたりが脱退した。もともとの友人である上田と岩崎は「二人で楽しいことを継続したい」と、お笑いコンビを結成。その後、吉本興業のオーディションに応募し合格。1994年より所属タレントとなり、プロとして活動を始めた。

## メンバー
上田 浩二郎（うえだ こうじろう、1973年11月9日 - ）（51歳）
- ボケ担当、立ち位置は向かって左。
- 埼玉県さいたま市浦和区生まれ。身長168cm、体重57kg、血液型O型。
- 2歳上の兄が1人いる。
- 猫アレルギーである[1]。また、軽度の日光アレルギーでもあるため、1年を通して肌の色が白い[2]。
- ネット視聴者を表す「チャッター」という言葉は、上田が『ケイダッシュステーション、ブレイクは突然に!』（GyaOジョッキー）で使ったのがきっかけで使われるようになった言葉。
- ネタ中と同様にかなりのせっかち[3]で、フリートークも普段の漫才のように進めるが、進行には忠実である。
- 読書が趣味であるが、漢字に弱く、せっかく読み終わっても内容が良くわからないということがよくある[4]。英語、社会（時事問題）も苦手である。
- 『THE MANZAI 2011』では決勝に行けると思っておらず、決勝進出通知の際に号泣した。その際、「俺ね、ほんと何度も（芸人）辞めようと思ったんすよ」「誰にも愛されてこなかったんすよ僕ら」と発言した[5]。また2012年1月13日放送の『よんぱち 48hours 〜WEEKEND MEISTER〜』（TOKYO FM）での発言によると、その年は『THE MANZAI』以外のテレビ出演は皆無だったそうで、収入すら皆無の月もあったという[6]。
- 『THE MANZAI 2011』のネタ中に発した「あー漫才楽しい!」「（岩崎に向けて）放り込んで来い! お前の18年間放り込んで来い!」という発言が話題となり[7]、ブログのヒット数・コメント数が爆発的に伸びた。
- 『ロンドンハーツ』（テレビ朝日）のマジックメールに引っかかってしまったが、その時仕掛け人の谷澤恵里香の「ミートソース作ったんで巻いてくれますか?」に対する「巻くよ、バカ」という発言がネット上で話題を呼び、ブログのヒット数・コメント数が再び急増した（上田曰く『『THE MANZAI 2011』の直後より多かったかも知れない』らしい）[8][9]。
- 以前は人力舎の芸人の和田貴志（鬼ヶ島）と同居していた[10]。
- バンド活動していた頃はベースを担当していた。
- 2020年9月29日、タレント・モデルとして活動をしている原アンナと結婚したことを自身のTwitterで報告した[11]。
- 2023年8月26日に出演したバラエティ番組『ゴッドタン』（テレビ東京）にて離婚を公表した。2022年に上田の父が他界、諸手続きを行うために戸籍謄本を取り、確認した際に初めて離婚が成立してることを知ったという[12]。離婚届は以前、夫婦喧嘩した際に記入したものであり、本人の自筆である。それを原が保管していたものであるが、提出の時期について事前に断わりはなかったという。

岩崎 一則（いわさき かずのり、1973年9月17日 - ）（51歳）
- ツッコミ担当、立ち位置は向かって右。
- 埼玉県さいたま市生まれ。身長171cm、体重71kg、血液型B型。左利き[13]。
- 兄が1人おり、肉屋を経営している[14]。
- スキンヘッドがトレードマーク。最近は舞台上などで眼鏡をかけている。衣装は以前はネルシャツを着ていることが多かったが、『THE MANZAI 2011』の決勝以降は基本的にワイシャツにネクタイ姿で通している。愛称は「ガンちゃん」。
- 吉本在籍時に、銀座7丁目劇場限定で友野英俊が主宰してた、なかよし、ウルグアイパラグアイ（後のじゃぴょん）、チープスープ[15]と共に「平成友野ジュース」というユニットに、当時友野と縁があった関係で複数回ゲスト出演してた。
- 上田の両親が経営するアパートに10年以上住んでいる。しかし、ここ5年ほど家賃を滞納している。また、15年以上掃除をしておらず、2012年7月26日放送の『いきなり!黄金伝説。』（テレビ朝日）の企画で掃除をした際に冷蔵庫の上から様々な菌が検出されるほどの不潔さであったことが明らかとなった[16]。
- 『M-1グランプリ』では、結成10年を迎えた2008年限りで出場資格が無くなったが（成績は最高で3回戦止まり）、翌2009年にも同じ事務所の川村わかな（連戦姉妹）と「カズくんとワカナちゃん」というコンビを組んで出場した[17]。
- ゲームが趣味であり特技。『パックマン』の一面を目隠し状態でクリアすることができる[18]。また、「モンスターハンターシリーズ」のファンでもあり[19]、この累計プレイ時間は4000時間を越えている。
- クッキー作りが趣味[20]。クッキーの家を作れるほどの腕前である。しかし小さいオーブントースターしかないため、1枚1枚個別に焼かなくてはならず、完成まで8時間はかかるそうである[21]。
- 私生活では離婚を経験している[20]。前妻はHi-Hiのファンであった女性[20]。結婚式の司会は事務所の後輩のオードリーが担当したという（その時の春日のブログ）。
  - 離婚の原因について相方の上田は「岩崎の携帯から勝手に先輩芸人の番号を入手して電話をかけ、合コンのセッティングをしようとした」「岩崎の給料を自分（前妻）の口座に振り込んでくれと（事務所に）頼んだ」と不信な点ががあったためと語る[20]。
  - 現在はmixiで知り合ったファンと交際し、半同棲状態である[21]。
- 性格は温和で怒ることがほとんどない。後輩芸人の面倒見も良い。オードリーの若林は「ケイダッシュに入ってきた芸人は初めにガンちゃんと仲良くなる」と語っている。その一方でマイペースで天然な一面もある。
- バンド活動していた頃はドラムを担当していた。

## 来歴
高校卒業後、音響系の専門学校へ進学した上田がトラック運転手をしていた岩崎を含めた友人たちと4人組ハードコアバンド「ザリキラー」を結成。上田は当時S.O.BやLip Cream等を好んで聴いていた影響から、オリジナル曲の他にFEARLESS VAMPIRE KILLERS（同名の海外バンドではなく、横須賀で活動していた国内バンド）のカバー等を披露していた。専門学校を卒業と同時に上田・岩崎を除く他のメンバーが脱退してしまい、「2人で何か出来る事はないか」と考えた上田が岩崎を誘う形でお笑いコンビを結成。吉本興業東京本社のオーディションに合格し、1994年より所属芸人となる（当時の同期にはロンドンブーツ1号2号やペナルティなどがいる）。
しかし、2年後の1996年2月に銀座7丁目劇場で行われたライブ「タッチアウト!!スペシャル -リストラの嵐-」での結果、クビを宣告されてしまう。この時点で一旦芸人を辞めフリーターをしながらバンド活動を再開し、メロコアバンド「ガムガムスリーチャンネル」として活動。さらに2年半後、生活が行き詰まった事もあって再びお笑いコンビとして再出発し、オーディションを受けて現在の事務所に所属する。初めての前説は「進め!電波少年」（日本テレビ）で、初めてのゴールデンタイムでのテレビ出演は「ジャングルTV 〜タモリの法則〜」（毎日放送・TBS系。「50人隊」の企画での出演）だった。
コンビ名を何度も変えている。「ダブルモッシュ」（吉本興業に所属していた頃）から始まって、「岩崎・上田」（ケイダッシュ移籍間もない頃）、「バリカンステッチ」（上田案が「バリカン」、岩崎案が「ステッチ」で、この2つを合わせた）、「ハミングステッチ」（事務所から、ハゲを連想させるバリカンの名前に待ったがかかり、「もっとキレイな響きの言葉を」と言われ改名。トラックの運転手をしていた時に視かけた「ハミング」の看板を思い出して名付けた）、「ハミング」（前のコンビ名をよく略されて「ハミング」だけで呼ばれていた事から改名。しかし、この時は事務所から「お前らがハミングだと意味がわからない」とも言われたという）と変遷。
2005年、「Hi-Hi」に改名。このコンビ名はGyaOジョッキーでの企画で決定したが、表向きは「30案くらい候補を出して、その中から事務所が決めた」と答えるようにしているという。「灰になるまでハイになろう」「high、highで高い所まで上がれるように」という由来は全部後付けだという。
THE MANZAI 2011にて認定漫才師50組に選ばれ本戦サーキットに出場。その結果サーキットランキング14位に入り決勝進出を決めた後、決勝戦でBブロックを制して最終決戦の4組まで勝ち上がった。翌年のTHE MANZAI 2012でも認定漫才師に選ばれたが、サーキットランキング18位でワイルドカード決定戦進出に終わる。
2012年9月14日、上田の著書「リストラ芸人」（講談社）を上梓。
2019年6月14日付で、漫才協会に入会した。

## 芸風
- 漫才のネタは上田の「どうもね!笑ってね!気ぃ遣ってね!」の挨拶から始まる。岩崎が自分の興味のある事などを話題にするが、上田がいい加減な受け答えや適当に思いついたことを話し出して話が進まないという流れが多い。
- 漫才の冒頭や終わる直前に上田が「最近どう?みんな、○○してる?」と問いかける（「○○してる?」の部分には「パスタ巻いてる?」や「湯沸かし器『カッチッチッチボッ』っといってる?」などがある）[31]。
- 最近では岩崎のツッコミの台詞を上田が無理矢理モノマネ扱いしてしまうネタもある。
- 岩崎のハゲ頭をネタにすることがある。また、ショートコントとして岩崎の頭に吸盤をくっつけるパターンのネタもある[32]。

## エピソード
- ネタは上田が主体となり作っている[33]。
- ネタ中に上田が岩崎の頭に旗の付いた吸盤を投げてくっつけるが[32]、成功まで何度もかかる事が多い。しかし、爆笑オンエアバトルの初オンエア時は1度で成功した。
- 両者ともにパチンコ、スロットの腕前はプロ級。岩崎の年間収支は＋100万を超える。上田は引きに自信があるらしく、まりか&Hi-Hiの真王伝説というパチンコ番組で1日に18万円以上も稼いだ事がある。 一時期、Hi-Hiを題材にしたマンガがパチスロ大連勝（現在は休刊中）で連載されていた。
- その18万勝った番組内で、大当たりの連発に興奮した上田が「俺の北斗の引きを見ろ!」と何度も発言した事に端を発し、「俺の引きを見たか!」という決め台詞が誕生した。今では出演したパチンコ・パチスロ番組の全てで（大当たりした時に）披露される[34]。余談だが、その模様を見ていた南まりかが2人のファンになり、南自身も「あたいの引きを見たかぁ〜」という決め台詞を使用する事になった[35]。2012年7月より3人で「まりか&Hi-Hiの真王伝説」としてレギュラー出演している。
- 爆笑オンエアバトルには初年度（1999年度）から挑戦しているが、2001年に広島県・広島市で収録された2度目の挑戦で445KBの高得点でオフエアを喫すると[36]、それを引きずるように連敗を続け、2002年の福島県・本宮町で収録された4回目の挑戦でも405KBでオフエアをするなど[37]400KB以上を叩き出しているにも関わらずオンエアできないまま10連敗を記録[38]。そして、改名して2度目の挑戦となった2006年9月1日放送分で401KBを記録し4位となりついに11回目の挑戦で念願の初オンエアを達成する（11回目での挑戦でのオンエアは番組最多記録[39]）。この時の勝者コメントは、上田が「良かった～」、岩崎が「もうねぇ、もう『嬉しい』とかじゃなくて、（オンエアを達成できて）良かったね」、塚原愛アナウンサーのナレーションは「念願の初オンエア！目指せ、10連敗後の10連勝！」であった。しかし、その次の挑戦からは2回連続で最下位オフエアに終わる。14回目の挑戦となる2007年8月31日放送分では自己最高の477KBを記録し、初のトップ通過も果たす。その後は4連敗し、通算成績は2勝16敗。オフエア16回は番組史上最多記録[40][41][42]。
- THE MANZAI 2011の1回目のネタで使用した「最近どう？みんな、パスタ巻いてる？」というフレーズを番組司会の岡村隆史（ナインティナイン）が気に入り、いろんな場所で使うようになった結果、岩崎は街中で「パスタ職人の方ですよね？」、上田は「どこでお店やってるんですか？」と訊かれるようになってしまった。本人たちはこの事を「パスタの一人歩き」と称している[43]。
- 2003年に事務所の先輩であるはなわ[44]の横浜アリーナでのライブでバックバンドとして参加した。上田はギター、岩崎はドラムを担当した。
- 20年以上の付き合いであるにもかかわらず、岩崎はプライベートで上田の名前を1度も呼んだことがない。また、上田のことを「相方」と言わず「うちの人」と言う[33]。
- 菅良太郎（パンサー）は「高校時代に学園祭に来た2人を見たのがお笑いを目指すきっかけになった」と語っている[45]。
- 2人とも喫煙者である。
- 2011年1月、永沢たかし（磁石）が結成した、芸歴10年前後の吹きだまり芸人によるユニット「FKD48」に加入。上田が特に吹きだまってる担当→テキトー担当で担当カラーは小豆色、岩崎がおっさん担当で担当カラーは肌色となっている。なお2人とも1973年生まれでメンバー最年長である。

## 賞レース戦績

### M-1グランプリ
| 年度   | 成績      | 会場                     | 日時       | 備考                     |
| ------ | --------- | ------------------------ | ---------- | ------------------------ |
| 2001年 | 2回戦進出 |                          |            | 「ハミングステッチ」名義 |
| 2002年 | 2回戦進出 |                          |            | 「ハミングステッチ」名義 |
| 2004年 | 3回戦進出 | ルミネtheよしもと        | 2004/11/21 | 「ハミング」名義         |
| 2005年 | 2回戦進出 | パナソニックセンター東京 | 2005/11/06 |                          |
| 2006年 | 2回戦進出 | ラフォーレ原宿           | 2006/11/05 |                          |
| 2007年 | 3回戦進出 | ルミネtheよしもと        | 2007/11/24 |                          |
| 2008年 | 3回戦進出 | ルミネtheよしもと        | 2008/11/14 |                          |

### その他
- 2011年 THE MANZAI 決勝Bブロック1位・最終決戦4位
- 2012年 THE MANZAI ワイルドカード決定戦進出
- 2013年 THE MANZAI 認定漫才師
- 2023年 THE SECOND 〜漫才トーナメント〜 開幕戦ノックアウトステージ32→16進出

## 出演番組

### テレビ

#### 現在出演中の番組
- ジツワ！埼玉（J-COMチャンネル）毎月第1・第3土曜日

#### 過去のレギュラー出演
- はたらくヨロコビ（静岡第一テレビ）
- スパゲッTV（フジテレビTWO）
- めんこい8オシ研究所（岩手めんこいテレビ）
- マサカメTV（NHK）レポーターとして不定期出演
- パチンコ・パチスロ激闘TV（MONDO TV）
- パチスロ激闘TV〜北斗七星勝舞の刻（MONDO TV）
- Hi-Hiの真王伝説（2012年7月 - 2013年6月、テレビ埼玉）
- 最近どう?みんなタクシーのってる?（2014年7月10日 - 9月25日、千葉テレビ）

#### 過去の出演番組
- DABO銀（テレビ朝日）「ダブルモッシュ」時代にテレビ初出演。
- 爆笑オンエアバトル（NHK総合）戦績2勝16敗 最高477KB
  - 「ハミングステッチ」時代に7回、「ハミング」時代に2回参戦。オンエアは「Hi-Hi」になってから。
  - 1999年度（0勝1敗）
  - 2001年度（0勝2敗）
  - 2002年度（0勝2敗）
  - 2003年度（0勝3敗）
  - 2004年度（0勝1敗）
  - 2005年度（0勝1敗）
  - 2006年度（1勝1敗）
  - 2007年度（1勝2敗）
  - 2008年度（0勝2敗）
  - 2009年度（0勝1敗）
- オンバト+（NHK総合）戦績0勝1敗 261KB
  - 2010年度（0勝1敗）
  - オンバト最終章 チャンピオン大会直前 15年間ありがとうスペシャル（2014年3月15日）
- ザ・イロモネア（TBS系） ゴールドラッシュ・1週目敗退
- 東京金歯（BSフジ）
- 聖美少女学院（エンタ!371）
- 真王伝説（テレビ埼玉）
- 爆笑ホワイトカーペット（2009年4月4日、フジテレビ） - キャッチコピーは「思いついたこと言います」
- 爆笑レッドカーペット（2009年5月2日・6月20日、2010年4月18日、フジテレビ） - キャッチコピーは「思いついたこと言います」
- お笑い登龍門 ガッハ（フジテレビ）
- ぐるぐるナインティナイン（日本テレビ） - 「おもしろ荘」のコーナー
- アリケン（テレビ東京） 上田のみ
- お笑いメリーゴーランド（TBS系）
- サギ師リリ子 第3話 （2009年1月7日、テレビ東京） - 借金取り 役
- パパドル! 第3話（2012年5月10日、TBS系） - ゲスト
- ドライブ A GO!GO!（2012年5月20日、テレビ東京） - 初出演となった5月20日は鈴木あきえと利根川上流をドライブ旅。
- 生田くん、ハイ!（フジテレビ）
- 小力の小部屋　第106回（2012年5月2日、マシェリバラエティ、ニコニコ生放送、スカパー!275ch） - 共演：長州小力
- ふたり道 〜㊙テクニックが学べる不思議な教習所〜（2013年4月 - 9月、BS日テレ）自動車教習所生徒役（上田のみ、第42・43・44・45話）
- オタ恋（2016年10月15日、11月19日、2017年2月11日、3月18日、5月6日、5月27日、7月1日、BS朝日） - 上田のみ、おまとめ編定期ゲスト
- オールスター後夜祭（2018年10月7日[53]、2019年4月7日[54]、TBS）

### ラジオ

#### 過去の出演番組
- 大谷ノブ彦 キキマス!（ニッポン放送）- 上田のみ、火曜リポーター
- Hi-Hiののーぎゃらくん（文化放送）
- 吉田照美のやる気MANMAN!（文化放送）
- オールナイトニッポンR（2012年1月6日、ニッポン放送）
- Hi-Hiのオールナイトニッポン0(ZERO)（2012年4月5日 - 2013年3月28日、ニッポン放送）

### インターネット放送
- 渋スタお笑いライブ（ニコニコ生放送）不定期配信
- 裏裏ケイダッシュライブ（GyaO）
- ケイダッシュステージの殴るなら殴れ!!（2011年7月20日開始、ニコジョッキー）
- ケイダッシュステージの殴るなら殴れ!! #100 〜祝100回！記念SP〜（2013年7月9日、ニコジョッキー）相沢まき、原アンナ

### 映画
- イマジネーションゲーム（2018年7月28日、プレシディオ、監督：畑泰介） - 岡田祥一 役（上田）

### CM
- 模造品撲滅キャンペーン（特許法CM）

### 上田
- Hi-Hi上田のブログもどーもねっ！ - Ameba Blog（2009年11月13日 - 2021年3月10日）
- Hi-Hi上田浩二郎 (@hihiuedakojiro) - X（旧Twitter）
- 上田浩二郎 (@hihiuedakoujirou) - Instagram
- Hi-Hi上田浩二郎チャンネル - YouTubeチャンネル

### 岩崎
- Hi-Hi 岩崎一則 (@gun0917) - X（旧Twitter）
- ガンG (@G54225393) - X（旧Twitter）
- MORE ROCK TV - YouTubeチャンネル